# Hadena kruegeri
Hadena kruegeri är en fjärilsart som beskrevs av Turati 1912. Hadena kruegeri ingår i släktet Hadena och familjen nattflyn. Inga underarter finns listade i Catalogue of Life.